# كوامي أودورو
كوامي أودورو (بالإنجليزية: Kwame Oduro)‏ هو لاعب كرة قدم غاني، ولد في 1985 في أكرا في غانا. لعب مع St. Bonaventure Bonnies men's soccer ‏.